# Skultorp
Skultorp – miejscowość (tätort) w Szwecji, w regionie administracyjnym (län) Västra Götaland, w gminie Skövde.
Według danych Szwedzkiego Urzędu Statystycznego liczba ludności wyniosła: 3644 (31 grudnia 2015), 3779 (31 grudnia 2018) i 3847 (31 grudnia 2019).